# Comitè Olímpic de Nova Zelanda
El Comitè Olímpic de Nova Zelanda (codi COI: NZOC) és l'organisme que representa Nova Zelanda i selecciona els esportistes per als Jocs Olímpics. També és l'organisme responsable de la representació de Nova Zelanda als Jocs de la Commonwealth. La seva seu està a Auckland i la presidenta des del 2022 és Liz Dawson.
Tot i que va ser un membre fundador del Comitè Olímpic Internacional, Nova Zelanda no va enviar el seu equip a competir fins els Jocs Olímpics d'estiu de 1920. El 1908 i el 1912, Nova Zelanda i Austràlia van competir plegades com Australàsia. Nova Zelanda ha enviat equips a tots els Jocs Olímpics d'estiu des de 1920, tot i que va enviar una representació testimonial als Jocs Olímpics d'estiu de 1980 celebrats a Moscou a causa del boicot.
La primera participació de Nova Zelanda als Jocs Olímpics d'hivern va ser al 1952 i no va estar present als Jocs Olímpics d'hivern de 1956 ni els de 1964.
El Comitè Olímpic de Nova Zelanda ha enviat un equip als Jocs de la Commonwealth des de la primera edició de 1930, celebrada al Canadà.

## Emblema
L'emblema NZOC que consisteix en una representació d'una falguera platejada (emblema esportiu de Nova Zelanda) superposada als anells olímpics es va crear l'any 1979. Es va utilitzar per primera vegada públicament en uns Jocs Olímpics d'estiu de 1980 com a protesta per la intervenció russa a l'Afganistan. Va canviar a l'actual emblema a color el 1994.

## Administració
El NZOC està gestionat per una junta directiva encapçalada per la presidència. Cinc dels membres de la junta són escollits per l'assemblea general, dos són membres del Comitè Olímpic Internacional i el darrer és una persona representant dels esportistes.